# Canoa/kayak ai Giochi della XXIX Olimpiade - K4 1000 metri maschile

## Batterie
Hanno partecipato alle batterie di qualificazione 10 equipaggi, suddivisi in 2 batterie di qualificazione: i primi 3 di ogni batteria si sono qualificati direttamente per la finale, gli altri sono passati alla gara di semifinale.
- Lunedì 18 agosto 2008

| Pos | Atleta                                                                | Paese       | Tempo    | Note |
| --- | --------------------------------------------------------------------- | ----------- | -------- | ---- |
| 1   | Lutz Altepost Norman Bröckl Torsten Eckbrett Björn Goldschmidt        | Germania    | 2:57.148 | QF   |
| 2   | Márton Sík István Beé Ákos Vereckei Gábor Bozsik                      | Ungheria    | 2:57.242 | QF   |
| 3   | Raman Piatrushenka Aljaksej Abalmasaŭ Artur Litvinchuk Vadzim Makhneu | Bielorussia | 2:58.825 | QF   |
| 4   | Li Zhen Liu Haitao Zhou Peng Lin Miao                                 | Cina        | 2:59.271 | QS   |
| 5   | David Smith Tony Schumacher Tate Smith Clint Robinson                 | Australia   | 3:00.920 | QS   |

| Pos | Atleta                                                            | Paese      | Tempo    | Note |
| --- | ----------------------------------------------------------------- | ---------- | -------- | ---- |
| 1   | Richard Riszdorfer Michal Riszdorfer Erik Vlček Juraj Tarr        | Slovacchia | 2:57.876 | QF   |
| 2   | Franco Benedini Antonio Rossi Alberto Ricchetti Luca Piemonte     | Italia     | 2:58.627 | QF   |
| 3   | Marek Twardowski Tomasz Mendelski Pawel Baumann Adam Wysocki      | Polonia    | 2:59.290 | QF   |
| 4   | Ilya Medvedev Evgeny Salakhov Anton Vasilev Konstantin Vishnyakov | Russia     | 2:59.518 | QS   |
| 5   | Brady Reardon Angus Mortimer Chris Pellini Rhys Hill              | Canada     | 3:06.811 | QS   |

## Semifinale
I primi tre equipaggi si sono qualificati per la finale.
- Mercoledì 20 agosto 2008

| Pos | Atleta                                                            | Paese     | Tempo    | Note |
| --- | ----------------------------------------------------------------- | --------- | -------- | ---- |
| 1   | Ilya Medvedev Evgeny Salakhov Anton Vasilev Konstantin Vishnyakov | Russia    | 3:00.459 | QF   |
| 2   | Li Zhen Liu Haitao Zhou Peng Lin Miao                             | Cina      | 3:01.787 | QF   |
| 3   | Brady Reardon Angus Mortimer Chris Pellini Rhys Hill              | Canada    | 3:02.572 | QF   |
| 4   | David Smith Tony Schumacher Tate Smith Clint Robinson             | Australia | 3:02.743 |      |

## Finale
- Venerdì 22 agosto 2008

| Pos     | Atleta                                                                | Paese       | Tempo    |
| ------- | --------------------------------------------------------------------- | ----------- | -------- |
| Oro     | Raman Piatrushenka Aljaksej Abalmasaŭ Artur Litvinchuk Vadzim Makhneu | Bielorussia | 2:55.714 |
| Argento | Richard Riszdorfer Michal Riszdorfer Erik Vlček Juraj Tarr            | Slovacchia  | 2:56.593 |
| Bronzo  | Lutz Altepost Norman Bröckl Torsten Eckbrett Björn Goldschmidt        | Germania    | 2:56.676 |
| 4       | Franco Benedini Antonio Rossi Alberto Ricchetti Luca Piemonte         | Italia      | 2:57.626 |
| 5       | Márton Sík István Beé Ákos Vereckei Gábor Bozsik                      | Ungheria    | 2:59.009 |
| 6       | Marek Twardowski Tomasz Mendelski Pawel Baumann Adam Wysocki          | Polonia     | 2:59.505 |
| 7       | Li Zhen Liu Haitao Zhou Peng Lin Miao                                 | Cina        | 3:00.078 |
| 8       | Ilya Medvedev Evgeny Salakhov Anton Vasilev Konstantin Vishnyakov     | Russia      | 3:00.654 |
| 9       | Brady Reardon Angus Mortimer Chris Pellini Rhys Hill                  | Canada      | 3:01.630 |